# タナグラ人形

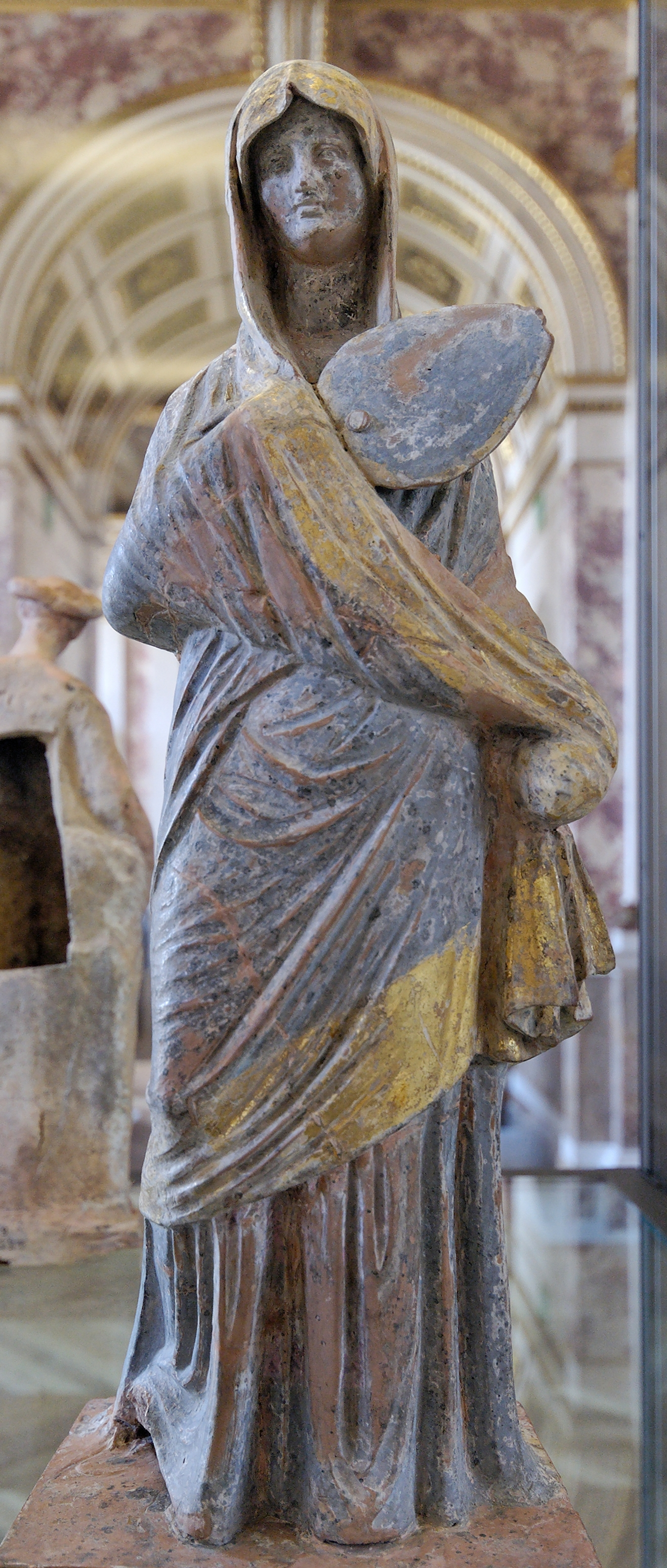
ルーブル美術館に納められているタナグラ人形"Lady in blue"。高さ33センチ。

タナグラ人形はギリシアのボイオーティア地方のタナグラ (Tanagra) で紀元前4世紀後半から作られたテラコッタの人形。多くが高さ10 - 20センチメートルである。

## 製造上の特徴
タナグラ人形は型に粘土を入れておよその形を作り、型から出した後に彫刻して仕上げる。着色は、焼く前に白い泥漿を塗ることでなされるが、焼いた後に水彩で淡く着色されることもある。タナグラ人形のほとんどは女性像であるが、男性像や少年像も見つかっている。ほとんどは普段着の姿を模しており、帽子や花輪、扇子などを装飾していることもある。ヒマティオンを纏っているものもある。他には宗教的な意味を持つ人形が多い。

## 再発見と影響
タナグラ人形は1860年代の終わりまではあまり見つかっておらず、注目もされていなかった。その後、ボイオーティアVratsiの農夫が古代の墓をいくつか発掘してこの人形を発見した。特に1874年には紀元前4～3世紀のものが多数見つかっている。また、紀元前3世紀から1世紀の墓の内外で小さな人形が多数見つかっている。タナグラで最も多く発掘されており、他の場所で見つかったものも含めてここが初期の主な製造元であり、その後アレクサンドリア、マグナ・グラエキアのターラント、シチリアのチェントゥーリペ、ミュシアのミリア (Myrina) など地中海沿岸の各地で製作されたと判明した。

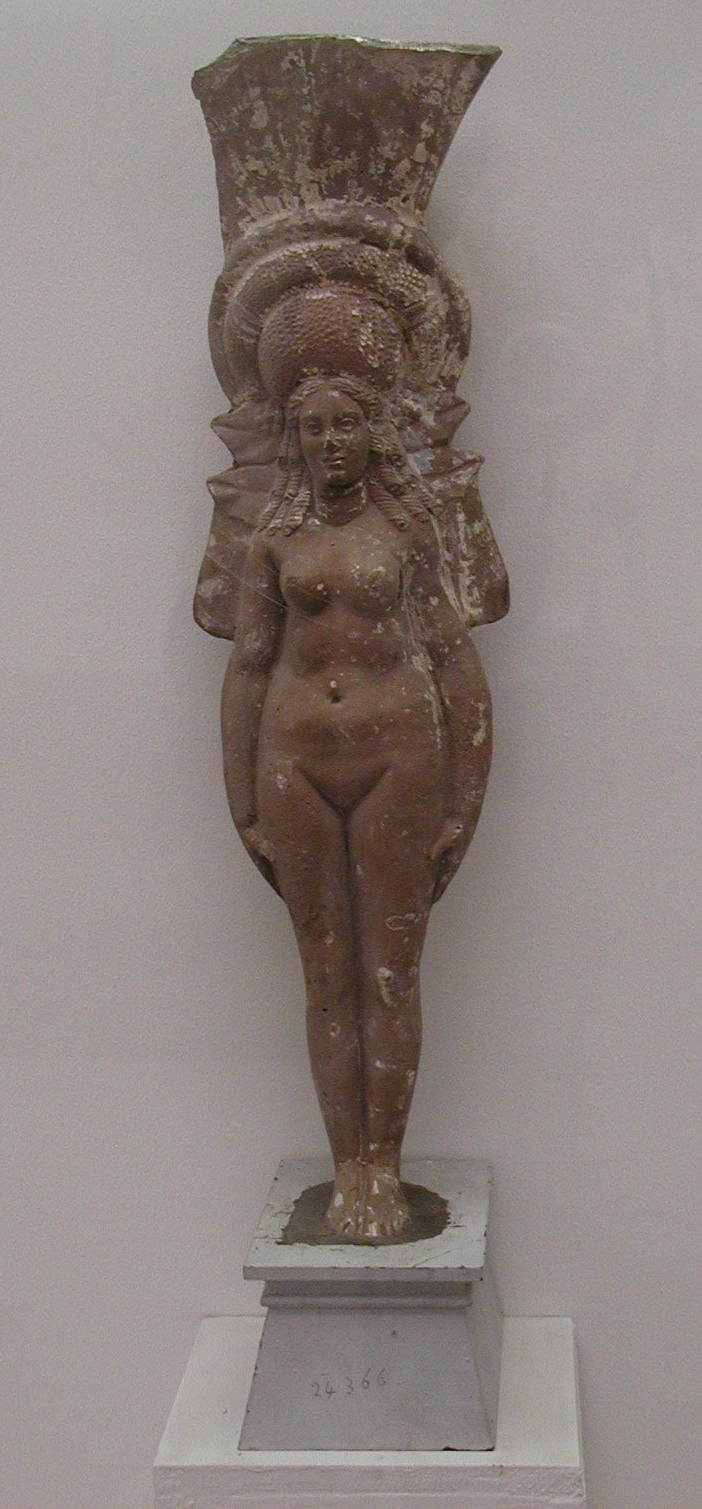
アレクサンドリアのグレコ・ローマン美術館に納められた女神の裸像

タナグラ人形は19世紀の中流階級の人に写実主義の美術品として人気を博した。フランスの彫刻家ジャン＝レオン・ジェロームはタナグラ人形に影響を受けた彫像をいくつか作っている。イギリスの作家オスカー・ワイルドは戯曲『理想の夫』（1895）の中で「メイベル（登場人物の一人）はタナグラ人形のようである」と書いている。タナグラ人形の人気が高かったため、偽物も多く作られた。2005年、ジンクとポルトは大英博物館に納められているタナグラ人形の2割が偽物であると報告している。

## 読書案内
- Minna Lönnqvist (1997) "Nulla signa sine argilla"  - Hellenistic Athens and the Message of the Tanagra Style, in Early Hellenistic Athens, Symptoms of a Change, ed. by Jaakko Frösén, Papers and Monographs of the Finnish Institute at Athens, Vol. VI, Vammala, 147-182+ 14 illustrations + sources.